# Edward McPherson

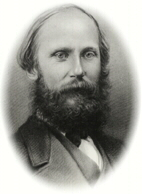
Edward McPherson

Edward McPherson (* 31. Juli 1830 in Gettysburg, Pennsylvania; † 14. Dezember 1895 ebenda) war ein US-amerikanischer Politiker. Zwischen 1859 und 1863 vertrat er den Bundesstaat Pennsylvania im US-Repräsentantenhaus.

## Werdegang
Edward McPherson besuchte die öffentlichen Schulen seiner Heimat. Im Jahr 1848 absolvierte er das Pennsylvania College. Nach einem anschließenden Jurastudium und seiner Zulassung als Rechtsanwalt begann er für kurze Zeit in diesem Beruf zu arbeiten. Aus gesundheitlichen Gründen gab er diese Tätigkeit dann wieder auf. In den folgenden Jahren gab er in verschiedenen Städten in Pennsylvania Zeitungen heraus. Er wurde zunächst Mitglied der Whig Party und nach deren Auflösung in den 1850er Jahren der Republikanischen Partei.
Bei den Kongresswahlen des Jahres 1858 wurde McPherson im 17. Wahlbezirk von Pennsylvania in das US-Repräsentantenhaus in Washington, D.C. gewählt, wo er am 4. März 1859 die Nachfolge des Demokraten Wilson Reilly antrat. Nach einer Wiederwahl konnte er bis zum 3. März 1863 zwei Legislaturperioden im Kongress absolvieren. Diese waren bis 1861 von den Ereignissen im unmittelbaren Vorfeld des Bürgerkrieges und dann vom Krieg selbst geprägt. Im Jahr 1862 wurde er nicht bestätigt.
1863 arbeitete McPherson für kurze Zeit als Deputy Commissioner of Revenue für die Finanzverwaltung. Zwischen 1863 und 1875, von 1881 bis 1883 und nochmals von 1889 bis 1891 übte er das Amt des Clerk im US-Repräsentantenhaus aus. Im Juni 1876 führte er den Vorsitz bei der Republican National Convention in Cincinnati, auf der Rutherford B. Hayes als Präsidentschaftskandidat nominiert wurde. In den Jahren 1877 und 1878 leitete er zum Finanzministerium gehörende Bureau of Engraving and Printing. Außerdem war er weiterhin in der Zeitungsbranche tätig. Er starb am 14. Dezember 1895 in Gettysburg, wo er auch beigesetzt wurde. Mit seiner Frau Annie Crawford hatte er fünf Kinder.